# Coho (Schiff)
Die Coho ist ein 1959 in Dienst gestelltes Fährschiff der US-amerikanischen Black Ball Ferry Line. Sie wird auf der Strecke von Port Angeles nach Victoria eingesetzt und ist eines der ältesten aktiven Passagierschiffe der Welt.

## Geschichte
Die Coho wurde unter der Baunummer 105 bei Puget Sound Bridge & Dry Dock in Seattle gebaut und am 25. Mai 1959 vom Stapel gelassen. Die Ablieferung an die Black Ball Line erfolgte im Dezember 1959. Am 28. Dezember 1959 wurde das Schiff auf der Strecke von Port Angeles nach Victoria in Dienst gestellt. Es war im Laufe seiner Dienstzeit jedoch auch zwischen Port Townsend und Seattle im Einsatz.
2004 erhielt die Coho eine neue Maschinenanlage von General Motors. Sie ist mit ihren über 60 Dienstjahren eines der ältesten aktiven Passagierschiffe der Welt. Aufgrund der COVID-19-Pandemie musste das Schiff im März 2020 seinen Dienst vorübergehend einstellen. Die Black Ball Line beantragte im Dezember 2020 finanzielle Unterstützung von staatlicher Seite. Im Juli 2021 absolvierte die Coho nach über einem Jahr Liegezeit ihre erste Fahrt seit Beginn der Pandemie im Rahmen einer Übung für die Besatzung, den Fährbetrieb durfte sie jedoch noch nicht aufnehmen. Im November 2021 kehrte das Schiff nach 20 Monaten Pause schließlich wieder in den Dienst zurück.
Die 1960 in Dienst gestellten Schwesterschiffe Queen of Sidney und Queen of Tsawwassen der kanadischen Reederei BC Ferries waren an das Design der Coho angelehnt.

## Ausstattung
Zu den Passagiereinrichtungen der Coho gehören zwei Lounges, ein Duty Free-Shop, ein Souvenirgeschäft sowie eine Cafeteria. Es befindet sich außerdem eine Touristeninformation an Bord, in der lokale Ausflüge sowie Mietwagen gebucht werden können.